# Сабинский сельсовет
Сабинский сельсовет — сельское поселение в Бейском районе Хакасии.
Административный центр — село Сабинка.

## История
Статус и границы сельского поселения установлены Законом Республики Хакасия от 7 октября 2004 года № 60 «Об утверждении границ муниципальных образований Бейского района и наделении их соответственно статусом муниципального района, сельского поселения»

## Население
| 2002  | 2010  | 2012  | 2013  | 2014  | 2015  | 2016  |
| ----- | ----- | ----- | ----- | ----- | ----- | ----- |
| 2962  | ↘2851 | ↘2839 | ↘2787 | ↘2684 | ↘2657 | ↘2596 |
| 2017  | 2018  | 2019  | 2020  | 2021  |       |       |
| ↗2601 | ↘2585 | ↘2550 | ↘2542 | ↗2634 |       |       |

## Состав сельского поселения
В состав сельского поселения входят 4 населённых пункта:
| № | Населённый пункт | Тип населённого пункта       | Население |
| - | ---------------- | ---------------------------- | --------- |
| 1 | Калы             | деревня                      | ↘674      |
| 2 | Красный Катамор  | деревня                      | ↘107      |
| 3 | Новокурск        | деревня                      | ↗1168     |
| 4 | Сабинка          | село, административный центр | ↘902      |

## Местное самоуправление
Администрация
с. Сабинка, Первомайская, 10
Глава администрации
- ВрИО главы Силич Наталья Владимировна